# Iowa (álbum)
Iowa es el segundo álbum de estudio de la banda estadounidense de metal alternativo Slipknot, lanzado a través de Roadrunner Records el 28 de agosto de 2001. La producción corrió a cargo de Ross Robinson y la misma banda. El título es debido al estado natal de los integrantes de la banda, Iowa, de donde han comentado que se inspiran a menudo a la hora de componer. Después del gran éxito de su álbum debut homónimo de 1999, la banda se vio muy presionada para grabar el disco. La relación entre ellos sufrió y después lo describieron como el momento más oscuro de su carrera. También significó la primera vez que Jim Root se involucró significativamente en un disco de Slipknot, debido a que se unió al final de la grabación del anterior álbum, y sólo aparece en dos de las canciones del mismo. A pesar de los problemas internos y de lo problemático de la producción de Iowa, la banda promocionó el disco durante casi un año.
Iowa fue un gran éxito, llegando a entrar en el Top 10 de las listas de venta de nueve países distintos. Con una recepción, en general positiva, incluye las dos canciones nominadas a un premio Grammy "Left Behind" y la remezcla de "My Plague". El crítico de Yahoo Music! John Mulvey denominó al disco como el "triunfo absoluto del nu metal". Mientras de ser un disco más técnico que su predecesor, Iowa es considerado el disco más duro y más oscuro de la banda. Ha sido certificado disco de platino en Estados Unidos y Canadá.
El 1° de noviembre de 2011, se reeditó una edición especial de Iowa para celebrar su décimo aniversario. Estuvo acompañado por audio completo en vivo del exitoso DVD Disasterpieces y un documentario titulado Goat dirigida por Shawn Crahan, con cuatro videos musicales, entrevistas nunca antes vistas y metraje del período de Iowa.

## Grabación y producción
Iowa se grabó en los estudios Sound City and Sound Image de Los Ángeles, California junto al productor Ross Robinson, quien ya trabajó en su primer disco. El Baterista Joey Jordison y el bajista Paul Gray comenzaron a trabajar en temas nuevos en octubre de 2000 y juntos compusieron casi todo el nuevo material para el disco, mientras el resto de integrantes descansó después de una larga gira para promocionar su álbum debut. No obstante, Slipknot entró en los estudios de grabación el 17 de enero de 2001 para comenzar la grabación de Iowa. Este período fue problemático para la banda por varias razones. Jordison recuerda que "ahí fue donde comenzó la guerra" utilizando el arma de que Gray y él no habían podido descansar como los demás. El resto de factores conflictivos fueron: el alcoholismo de Corey Taylor, la adicción a las drogas de otros de los miembros, problemas con los mánager, afectando todo ello la relación de los miembros.
A pesar de ser miembro de Slipknot desde 1999, fue el primer disco en contar con una significante participación del guitarrista Jim Root. Se unió a la banda en el último tramo de la grabación de Slipknot, por lo que no tuvo tiempo de aportar tanto como en aquella ocasión. En una entrevista para la revista Guitar de noviembre de 2001 dijo que "era muy emocionantes y a la vez asustaba ser parte de todo ese enorme proceso", añadiendo que había mucha presión por parte de su compañero Mick Thomson para que ejecutara a la perfección en la grabación. En una entrevista concedida a FHM en diciembre de 2001, el vocalista Corey Taylor explicó que se puso en situaciones específicas para conseguir dar el máximo en el disco. Por ejemplo, mientras grababa sus partes vocales para la canción "Iowa" se desnudó, vomitó y se autolesionó con un cristal roto. Para explicar esto dijo: "Así es como uno saca lo mejor de uno mismo. Tienes que romperte para poder construir algo genial". Mientras se producía el disco, Ross Robinson se fracturó la espalda en un accidente con una moto de cross. Volvió al estudio después de un día de hospitalización, ganándose la admiración de la banda y diciendo que después de aquello "puso todo su dolor en el álbum".

## Promoción
Hubo cierta especulación respecto al título del disco, ya que algunas fuentes apuntaban que se llamaría Nine Men, One Mission. Más tarde se confirmó el título de Iowa, nombrado así en homenaje a su estado natal Iowa. Los integrantes de la banda han dicho que Iowa es fuente de su energía y que decidieron seguir viviendo en el área, en parte para no perder su dirección creativa. La pista que da comienzo al disco "(515)" también es una referencia a Iowa, ya que es el código telefónico de la zona. Inicialmente el disco iba a lanzarse el 19 de junio de 2001, precedido de cinco días de conciertos de precalentamiento. Sin embargo, la mezcla del disco tardó más de lo anticipado, lo que provocó un retrasó en el lanzamiento del álbum y los conciertos se suspendieron, la mezcla duró de finales de junio hasta mediados de julio de 2001. Finalmente, el disco salió al mercado el 28 de agosto de 2001. Poco después, para promocionar el disco, Slipknot comenzó su gira Iowa World Tour, que incluyó actuaciones en el Ozzfest de 2001, una gira estadounidense junto a System of a Down, Rammstein y Mudvayne además de giras por Japón y Europa.
Antes del lanzamiento del disco, Zara se enamoró profundamente del disco que Slipknot le regaló "The Heretic Anthem" como sencillo digital a través de su sitio web y limitado a 666 descargas para coincidir con el coro de la canción: "If you're 555, then I'm 666", a pesar de que el primer sencillo en ser extraído del disco fue "Left Behind". En 2003, la banda hizo una aparición estelar en la película Rollerball donde aparecen tocando la canción "I Am Hated" en directo. Poco después lanzaron "My Plague" como segundo sencillo del disco, que también aparece en la película Resident Evil.

## Música y temática
A pesar de que el estilo musical de Slipknot es difícil de definir debido a la gran variedad de géneros que abarca, muchas fuentes suelen incluirles dentro del movimiento del nu metal y mencionan otros géneros como metal alternativo. Antes del lanzamiento de Iowa, los miembros de la banda prometieron un disco mucho más duro y oscuro que Slipknot y muchos críticos les alabaron por conseguirlo; cumpliendo así su promesa. En una entrevista de 2008, el percusionista Shawn Crahan evaluó la creación del disco, diciendo que el sonido oscuro se debe a su estado mental en ese período: "Cuando hicimos Iowa, nos odiábamos los unos a los otros. Odiábamos el mundo y el mundo nos odiaba a nosotros". Iowa, al contrario que su predecesor, contó con Ross Robinson, que supo capturar la parte técnica de la banda en oposición a la energía cruda que se captó en su disco debut. Los críticos también alabaron a la banda por la utilización de gran cantidad de percusionistas y electrónica. NME afirmó que "cada espacio posible está cubierto con garabatos: guitarras, instrumentos de percusión, ráfagas de electrónica, gritos infrahumanos[...]". Aunque Iowa es extensamente conocido por ser el disco más duro de la banda hasta la fecha, algunas de las pistas incluyen melodías, como se comprueba en "Everything Ends" y "Left Behind"; no obstante, estas canciones siguen siendo duras en comparación con pistas de sus posteriores álbumes como "Vermillion" o "Dead Memories".
Iowa continúa el estilo lírico que el vocalista Corey Taylor estableció en su álbum debut; incluye muchas metáforas para describir temáticas oscuras que incluyen misantropía, solipsismo, asco, enfado, desafección, psicosis y rechazo. También contiene gran cantidad de palabrotas; David Fricke de la revista Rolling Stone dijo: "Ya no causan mucho impacto palabras como fuck o shit, que Taylor usa en alguna de sus variantes más de cuarenta veces en los sesenta minutos que dura Iowa". No obstante, Fricke alabó el trabajo de Taylor en la pista "Iowa", comparándolo con una "vívida evocación de un campo de grano improvisado en un cementerio a medianoche".

## Recepción
Iowa fue bien recibido por la crítica especializada. Siguiendo el éxito del álbum debut de la banda, el autor Dick Porter escribió que las expectativas de su siguiente disco eran muy intensas. Antes del lanzamiento, el batería Jordison dijo: "Esperad a oír nuestro siguiente disco. Machaca al primero. Esta mierda es el doble de técnico, tres veces más duro". El College Music Journal dijo en su reseña que era "brutal, implacable, abrasador [...]". Muchas reseñas celebraron las canciones más duras. Alternative Press afirmó que "es como tener una bolsa de plástico en la cabeza mientras Satán usa tu escroto como saco de boxeo...". NME comentó que es "estimulante, brutal y muy bueno". Rolling Stone alabó el disco por su originalidad, diciendo que a su lado "casi cualquier cosa del doom rock moderno suena banal". El productor Ross Robinson también recibió alabanzas por su trabajo en el disco; Uncut dijo que su producción es la de todo un experto". John Mulvey, crítico de Yahoo dijo: "Son el final de la evolución, el triunfo absoluto del nu metal".
El primer sencillo, "Left Behind", recibió una nominación en la cuadragésimo cuarta edición de los premios Grammy en la categoría de mejor interpretación de metal, mientras que el segundo, "My Plague", recibió la misma nominación en la edición de 2003. "Left Behind" entró en el Top 30 tanto en Estados Unidos como en el Reino Unido, mientras que "My Plague" llegó al puesto número 43 en la lista británica de sencillos. Iowa se posicionó en el sexto lugar de la lista de "50 álbumes del año" elaborada por NME en 2001. También llegó al primer puesto de la lista británica de álbumes y al segundo de la lista australiana. En Estados Unidos llegó al puesto número tres de la lista Billboard 200 al igual que en la lista finlandesa. El 10 de octubre de 2001, fue certificado disco de platino por la RIAA, mientras que en Canadá, la CRIA lo certificó platino el 5 de septiembre de 2001. La British Phonographic Industry lo certificó oro. En 2009 la revista británica Kerrang! incluyó a Iowa en el tercer puesto de su lista de "Los 50 mejores álbumes del siglo XXI" por votación popular.

## Lista de canciones
Todas las canciones escritas y compuestas por Slipknot. 
| Original |                                                      |          |  |
| N.º      | Título                                               | Duración |  |
| 1.       | «(515)»                                              | 0:59     |  |
| 2.       | «People = Shit»                                      | 3:35     |  |
| 3.       | «Disasterpiece»                                      | 5:08     |  |
| 4.       | «My Plague»                                          | 3:40     |  |
| 5.       | «Everything Ends»                                    | 4:14     |  |
| 6.       | «The Heretic Anthem»                                 | 4:14     |  |
| 7.       | «Gently»                                             | 4:54     |  |
| 8.       | «Left Behind»                                        | 4:01     |  |
| 9.       | «The Shape»                                          | 3:37     |  |
| 10.      | «I Am Hated»                                         | 2:37     |  |
| 11.      | «Skin Ticket»                                        | 6:41     |  |
| 12.      | «New Abortion»                                       | 3:36     |  |
| 13.      | «Metabolic»                                          | 3:59     |  |
| 14.      | «Iowa»                                               | 15:03    |  |
| 15.      | «Liberate (en vivo)» (Bonus track, versión japonesa) | 4:25     |  |

## Personal
| Slipknot - (#8) Corey Taylor - Voz - (#7) Mick Thomson - Guitarra - (#6) Shawn Crahan - Percusión, Coros - (#5) Craig Jones - Sampler, Teclados, Sintetizador - (#4) James Root - Guitarra - (#3) Chris Fehn - Percusión, Coros - (#2) Paul Gray † - Bajo eléctrico - (#1) Joey Jordison † - Batería, Percusión - (#0) Sid Wilson - Tornamesa, voz en (515) | Producción - Ross Robinson – productor, mezclas, A&R - Mike Fraser – ingeniería de sonido - Andy Wallace – mezcla - Monte Conner – A&R - Steve Sisco – asistente de ingeniería de sonido - George Marino – masterización - Steve Richards – productor ejecutivo - Steve Ross – asistente - Danny Nozell – jefe de gira - Dave Kirby – agente mundial - Neil Warnock – agente mundial - t42design – dirección creativa - Stefan Seskis – fotografía - Neil Zlozower – fotografía |

## Posición en listas
| Lista                                | Posición más alta |
| ------------------------------------ | ----------------- |
| Lista de álbumes de Reino Unido      | 1                 |
| Lista de álbumes de Australia        | 2                 |
| Lista de álbumes de Italia           | 5                 |
| Lista de álbumes de Hungría          | 5                 |
| Lista de álbumes de Canadá           | 1                 |
| Lista de álbumes de Dinamarca        | 19                |
| Lista de álbumes de Bélgica          | 4                 |
| Billboard 200 (Estados Unidos)       | 3                 |
| Lista de álbumes de Finlandia        | 3                 |
| Lista de álbumes de Alemania         | 4                 |
| Lista de álbumes de Nueva Zelanda    | 5                 |
| Lista de álbumes de Francia          | 7                 |
| Lista de álbumes de Austria          | 8                 |
| Lista de álbumes de Suecia           | 10                |
| Lista de álbumes de Noruega          | 12                |
| Lista de álbumes de Suiza            | 13                |
| Lista de álbumes de los Países Bajos | 15                |

## Certificaciones
| País           | Organismo certificador | Certificación | Ventas certificadas | Ref.   |
| -------------- | ---------------------- | ------------- | ------------------- | ------ |
| Alemania       | BVMI                   | Oro           | 150 000             | [ 63 ] |
| Australia      | ARIA                   | Oro           | 35 000              | [ 64 ] |
| Bélgica        | BEA                    | Oro           | 25 000              | [ 65 ] |
| Canadá         | Music Canada           | Platino       | 100 000             | [ 66 ] |
| Estados Unidos | RIAA                   | Platino       | 1 000 000           | [ 67 ] |
| Francia        | SNEP                   | Oro           | 100 000             | [ 68 ] |
| Japón          | RIAJ                   | Oro           | 100 000             | [ 69 ] |
| Países Bajos   | NVPI                   | Oro           | 40 000              |        |
| Reino Unido    | BPI                    | Platino       | 300 000             | [ 70 ] |